# Tarnogród (gmina)
Pour les articles homonymes, voir Tarnogród (homonymie).
Tarnogród est une gmina mixte (gmina miejsko-wiejska) de la powiat de Biłgoraj, dans la Voïvodie de Lublin, dans l'est de la Pologne.
Son siège administratif (chef-lieu) est la ville de Tarnogród, qui se situe environ 21 kilomètres au sud de Biłgoraj (siège du powiat) et 99 kilomètres au sud de la capitale régionale Lublin (capitale de la voïvodie).
La gmina couvre une superficie de 114,25 km2 pour une population de 6 860 habitants en 2006.

## Histoire
De 1975 à 1998, la gmina est attachée administrativement à la voïvodie de Zamość.

Depuis 1999, elle fait partie de la voïvodie de Lublin.

## Géographie
Outre la ville de Tarnogród, la gmina inclut les villages et localités de :

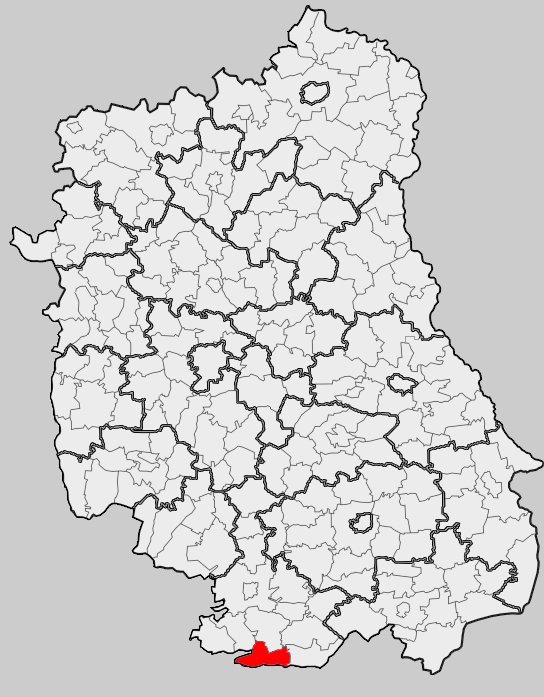
Position de la gmina dans la voïvodie

- Bolesławin
- Cichy
- Jamieńszczyzna
- Kolonia Różaniecka
- Luchów Dolny
- Luchów Górny
- Pierogowiec
- Popówka
- Różaniec
- Różaniec-Szkoła
- Wola Różaniecka
- Zagrody

### Gminy voisines
La gmina de Tarnogród est voisine des gminy suivantes :
- Adamówka
- Biszcza
- Księżpol
- Kuryłówka
- Łukowa
- Obsza
- Stary Dzików

## Structure du terrain
D'après les données de 2002, la superficie de la commune de Tarnogród est de 114,25 kilomètres carrés, répartis comme telle :
- terres agricoles : 69 %
- forêts : 26 %

La commune représente 6,79 % de la superficie du powiat.

## Démographie
Données du 30 juin 2004:
| Description        | Total  | Total | Femmes | Femmes | Hommes | Hommes |
| ------------------ | ------ | ----- | ------ | ------ | ------ | ------ |
| Unité              | Nombre | %     | Nombre | %      | Nombre | %      |
| Population         | 6 963  | 100   | 3 468  | 49,8   | 3 495  | 50,2   |
| Densité (hab./km²) | 61,1   | 61,1  | 30,4   | 30,4   | 30,7   | 30,7   |